# Ppm
| 1単位 | 量          | 指数  |
| ----- | ----------- | ----- |
| 1 %   | 0.01        | 10−2  |
| 1 ‰   | 0.001       | 10−3  |
| 1 ‱   | 0.0001      | 10−4  |
| 1 ppm | 0.000001    | 10−6  |
| 1 ppb | 0.000000001 | 10−9  |
| 1 ppt | 0.000000001 | 10−12 |
| 1 ppq | 0.000000001 | 10−15 |

ppm（パーツ・パー・ミリオン）や百万分率（ひゃくまんぶんりつ）は、100万分のいくらであるかという割合を示すparts-per表記による単位。「parts per million」の頭文字をとったもので、100万分の1の意。1ppm = 0.0001% であり 10,000ppm = 1% である。

## 用途
主に濃度を表すために用いられるが、不良品発生率などの確率を表すこともある。
二酸化窒素などの大気汚染物質をはじめとする公害分野や、食品添加物や農薬などの濃度、岩石中の微量元素の組成、半導体中の不純物量を示す目的などでよく用いられる。
気体中の気体については体積比を用い、液体･固体中の液体・固体では重量比を用いるのが一般的である。なお、水溶液中の濃度については、「1 kg = 1 L」と近似して「mg/L = ppm」とし、不純物等の濃度の単位として用いられる。ちなみに、日本国内では一般的な水道水の遊離残留塩素濃度は約0.4ppm、浄水器を使った場合は約0.1ppmである。
長さを表す例として、線膨張係数の表記にも使用される。（例）線膨張係数が8.8 ppm/℃と表記されている場合、これは、8.8µm/℃/m（メートル）のことである。
また、原子（分子）の数量の比率か重量の比率かを区別するためにppma (parts per million atomic) もしくはppmw (parts per million weight)の 表記が用いられることもある。そのほかに二酸化炭素の濃度を区別するためppmvも用いられる。

## 他の割合を示す単位
同様の単位に、ppc（パーセント、parts per cent、100分の1、百分率）、ppb（パーツ・パー・ビリオン、parts per billion、10億分の1、十億分率）、ppt（パーツ・パー・トリリオン、parts per trillion、1兆分の1、一兆分率）などがある。ただし稀にpptが千分率（パーツ・パー・サウザンド、parts per thousand）を意味することもあるので注意が必要。
- 1ppm = 0.0001ppc = 0.0001%
- 1ppm = 1,000ppb
- 1ppm = 1,000,000ppt

正確には「何割」や「何％」といった「比率」を表す数値である。

## 符号位置
| 記号 | Unicode | JIS X 0213 | 文字参照          | 名称 |
| ---- | ------- | ---------- | ----------------- | ---- |
| ㏙   | U+33D9  | -          | &#x33D9; &#13273; | ppm  |

Unicodeには、ppmを表す上記の文字が収録されている。これはCJK互換用文字であり、既存の文字コードに対する後方互換性のために収録されているものであるので、使用は推奨されない。